# OR5H2
OR5H2 (англ. Olfactory receptor family 5 subfamily H member 2) – білок, який кодується однойменним геном, розташованим у людей на короткому плечі 3-ї хромосоми.  Довжина поліпептидного ланцюга білка становить 314 амінокислот, а молекулярна маса — 35 974.
| 10         |  | 20         |  | 30         |  | 40         |  | 50         |
| ---------- |  | ---------- |  | ---------- |  | ---------- |  | ---------- |
| MSNEDMEQDN |  | TTLLTEFVLT |  | GLTYQPEWKM |  | PLFLVFLVIY |  | LITIVWNLGL |
| IALIWNDPQL |  | HIPMYFFLGS |  | LAFVDAWISS |  | TVTPKMLVNF |  | LAKNRMISLS |
| ECMIQFFSFA |  | FGGTTECFLL |  | ATMAYDRYVA |  | ICKPLLYPVI |  | MNNSLCIRLL |
| AFSFLGGFLH |  | ALIHEVLIFR |  | LTFCNSNIIH |  | HFYCDIIPLF |  | MISCTDPSIN |
| FLMVFILSGS |  | IQVFTIVTVL |  | NSYTFALFTI |  | LKKKSVRGVR |  | KAFSTCGAHL |
| LSVSLYYGPL |  | IFMYLRPASP |  | QADDQDMIDS |  | VFYTIIIPLL |  | NPIIYSLRNK |
| QVIDSFTKMV |  | KRNV       |  |            |  |            |  |            |

A: Аланін

C: Цистеїн

D: Аспарагінова кислота

E: Глутамінова кислота

F: Фенілаланін

G: Гліцин

H: Гістидин

I: Ізолейцин

K: Лізин

L: Лейцин

M: Метіонін

N: Аспарагін

P: Пролін

Q: Глутамін

R: Аргінін

S: Серин

T: Треонін

V: Валін

W: Триптофан

Кодований геном білок за функціями належить до рецепторів, g-білокспряжених рецепторів, білків внутрішньоклітинного сигналінгу. 
Задіяний у такому біологічному процесі як поліморфізм. 
Локалізований у клітинній мембрані, мембрані.